# Богоотці
Боготці — в православній церкві, термін Боготці застосовується до тілесних предків Ісуса Христа, який в православ'ї вважається Богом, як і Божим Сином (див. Свята нероздільна Трійця).